# دهستان آجرلوی شرقی
دهستان آجرلوی شرقی، یکی از دهستان‌های بخش نختالو شهرستان باروق در استان آذربایجان غربی ایران است. مرکز این دهستان، روستای زاغه است.

## جمعیت
بر پایه سرشماری عمومی نفوس و مسکن در سال ۱۳۹۵، جمعیت دهستان آجرلوی شرقی برابر با ۳٬۸۱۶ نفر بوده است.